# Gummistövel

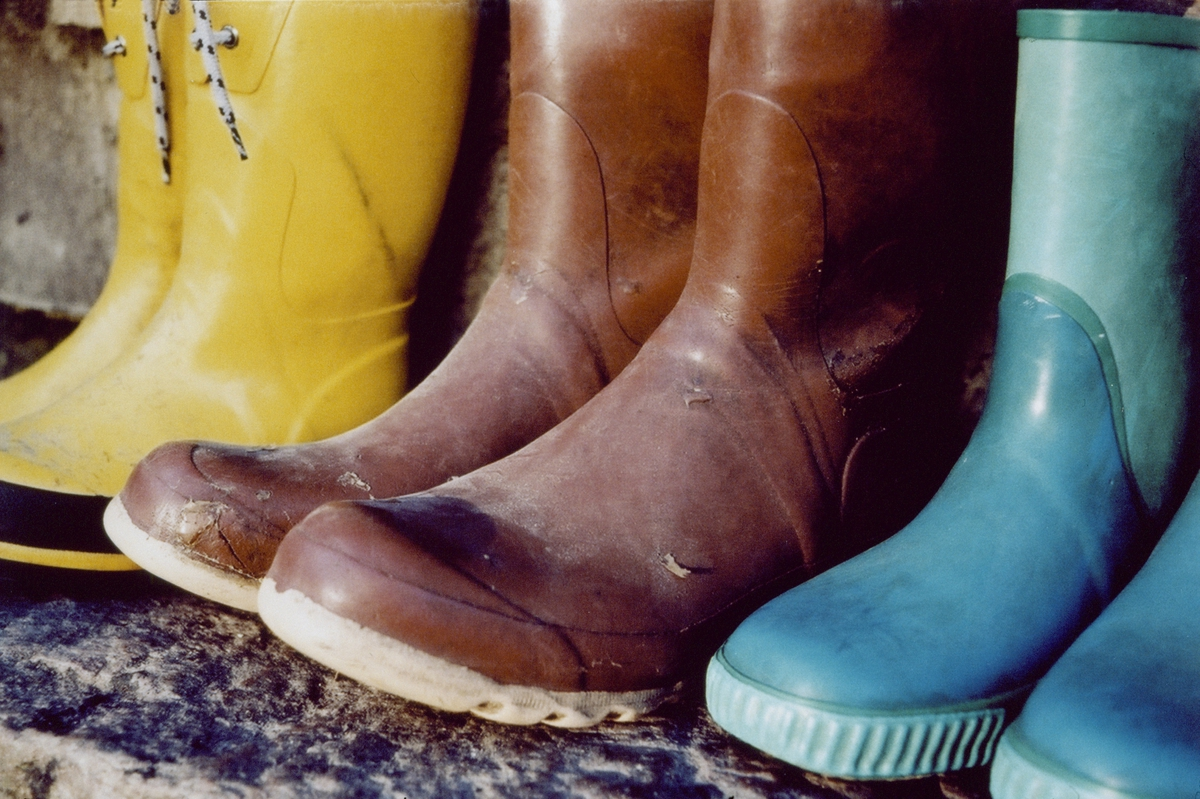
Tre par gummistövlar på rad - Nordiska Museet - NMA.0054102

Gummistövel är en stövel med högt skaft gjord av vattenavvisande material såsom gummi. Gummistövlar är ofta gjorda helt av gummi på utsidan, men kan ha ett tunt foder av tyg på insidan. De är vattentäta och används främst för att skydda mot fukt, till exempel i regn eller under vistelser i blöta områden som skogar.
Gummistövlar utvecklades i mitten av 1840-talet i USA. Gummistövel är belagt i svenska språket åtminstone från 1895. Gummistövlar började användas för allmänt bruk under 1920-talet.[källa behövs]
Tidigare användes mjukgörande ämnen i gummistövlar för hållbarhetens skull, men det upphörde av miljöskäl.
År 1980 fick gummistövlar ett visst uppsving i samband med att prinsessan Diana bar ett par gröna gummistövlar på ett fotografi.
Gumboot dance är en afrikansk dans som utförs i gummistövlar dekorerade med klockor.